# 曉明小學
天主教曉明小學，是一間六十年代頭至七十年代的天台學校，坐落（已遷拆）九龍油塘邨第1、2及3座的相連天台（八樓），一至六年級則分有上、下午班，每年級均分有A、B及C班（精英制），當年油塘邨共有兩間天台小學，另一間為樂善堂油塘灣學校，坐落第7、8及9座的天台（八樓）；在七十年代尾兩校因學生不足，曉明小學於1982年，在教育署的協助下相繼停辦。

## 著名校友
- 蘇偉文：恒生管理學院商學院院長[1]
- 洪朝豐：香港男藝人